# アンブロワーズ・アブド
アンブロワーズ・アブド（Ambroise Abdo、1820年1月8日 - 1876年）は、メルキト・ギリシャ典礼カトリック教会の司教である。

## 経歴
アブドは1860年にエルサレムの使徒座代理区に任命され、1860年4月1日メルキト総主教クレメント・バハウスによって叙階され司教となった。アブドの共同奉献者は、ダマスカス出身のグレゴリー・アッタ、ホムスの大司教、エパルキア・ジャック・ヘリアーニであった。1864年にアブドはエジプトとスーダンの総主教牧師に任命された。1866年11月15日、アブドはメルキト・ギリシャ典礼カトリック大司教のザーレとフォルゾルの司教に任命された。
1869年から1870年にアブドはローマの第1バチカン公会議に参加した。1875年12月24日、彼は再びエルサレムの使徒座代理区に任命され、1876年に亡くなるまでその地位を維持していた。